# Louis Yu Runchen
Louis Yu Runchen (* 1931) ist römisch-katholischer Bischof in Hanzhong (Hanchung), China.

## Leben
Louis Yu Runchen wurde 1985 zum Weihbischof in Hanzhong ernannt und am 30. November 1986 zum Bischof geweiht.
Nach dem Tod von Bartholomew Yu 2009 wurde Louis Yu Runchen dessen Nachfolger als Bischof des Bistums Hanzhong, einem Suffragan des Erzbistums Xi’an. Er wurde durch Papst Benedikt XVI. sowie der Chinesisch Katholisch-Patriotischen Vereinigung anerkannt.